# Fédération Générale du Travail du Kongo
De Fédération Générale du Travail du Kongo (FGTK) was een Congolese vakbond.

## Hisotoriek
De FGTK werd opgericht in 1951 en groeide uit tot de derde grootste vakbond van het land, met circa 8.000 leden. De organisatie werkte nauw samen met het ABVV. Ze was aangesloten bij de International Confederation of Free Trade Unions (ICFTU) en participeerde in de African Trade Union Confederation (ATUC).
Onder het regime van Mobutu fusioneerde de organisatie in 1967 met de Union des Travailleurs Congolais (UTC) en de Conféderation des Syndicats Libres du Congo (CSLC) tot de Union Nationale des Travailleurs Congolais (UNTC).